# 反对称关系
数学上，若对所有的 a 和 b 属于 X，下述語句保持有效，則集合 X 上的二元关系 R 是反对称的：「若 a 关系到 b 且 b 关系到 a，则 a = b。」
数学上表示为：
{\displaystyle \forall a,b\in X,\ aRb\land bRa\;\Rightarrow \;a=b}
严格不等是反对称的；实际上 a < b 且 b < a 是不可能的，因此严格不等的反对称性是一種空虛的真。
注意，反对称关系不是对称关系（aRb 得到 bRa）的反义。有些关系既是对称的又是反对称的，比如"等于"（证明：a=b推出b=a；a=b且b=a推出a=b）；有些关系既不是对称的也不是反对称的，比如"爱上……"（证明：a爱b不能推出b爱a；a爱b且b爱a不能推出a和b是同一个人）；有些关系是对称的但不是反对称的，比如"和…结婚"（证明：a和b结婚推出b和a结婚；a和b结婚且b和a结婚不能推出a和b是同一个人）；有些关系不是对称的但是反对称的，比如正整数的"整除"（证明：3整除6不能推出6整除3；a整除b，即b=ma,m为正整数，且b整除a，即a=nb，n为正整数，则b=ma=mnb,则mn=1且m,n为正整数，则m=n=1,即a=b）。
满足传递性和自反性的反对称关系称为偏序关系。